# Wilnsdorf
Wilnsdorf là một đô thị ở huyện Siegen-Wittgenstein, trong Nordrhein-Westfalen, Đức.
Các khu dân cư:
| Các khu dân cư | Các khu dân cư   | Các khu dân cư |
| -------------- | ---------------- | -------------- |
| Anzhausen      | Flammersbach     |                |
| Gernsdorf      | Niederdielfen    |                |
| Oberdielfen    | Obersdorf/Rödgen |                |
| Rinsdorf       | Rudersdorf       |                |
| Wilden         | Wilgersdorf      |                |
| Wilnsdorf      |                  |                |